# Marina Morgan
Marina Morgan, pseudonimo di Marina Meucci (Roma, 10 settembre 1943), è un'annunciatrice televisiva, conduttrice televisiva, attrice ed ex cantante italiana.

## Biografia
Ha esordito come attrice nel cinema di genere degli anni sessanta. Nel 1966 è nel cast dello sceneggiato televisivo L'ombra cinese della serie Le inchieste del commissario Maigret, con Gino Cervi e Andreina Pagnani. Con Gino Cervi era già apparsa in precedenza nella parte della giostraia Irma Bagòn nel film Il compagno don Camillo. Nel 1965 ha una piccola parte nel film di Bruno Corbucci James Tont operazione U.N.O. (anche se non accreditata) e nel 1966 nel film di Alberto Sordi Scusi, lei è favorevole o contrario? nella parte della commessa della ditta Conforti che 'non deve mai riconoscere Sordi'.

Marina Morgan e Gino Cervi nel film Il compagno don Camillo

Nel 1968 appare nella terza puntata dello sceneggiato musicale Non cantare, spara ideato da Tata Giacobetti del Quartetto Cetra e nel cast dello sceneggiato televisivo La chiusa della serie Le inchieste del commissario Maigret. Nel 1969 partecipa ad una serie di sketch pubblicitari della rubrica televisiva Carosello, pubblicizzando lane e coperte del Lanificio di Somma.
Negli anni settanta entra alla Rai come annunciatrice del Giornale Radio, poi tenta la strada della televisione: vi riesce con successo e, nel 1975, inaugura la rubrica meteorologica della Rete 2 post-riforma. Entra quindi nel corpus delle signorine buonasera, venendo assegnata alla sede Rai di Roma, e, in brevissimo tempo, ne diventa un volto familiare al pari delle storiche colleghe, facendosi notare soprattutto per i vari cambi di look (soprattutto il colore dei capelli) adottati nel corso degli anni. Oltre alle consuete trasmissioni affidate alle annunciatrici, conduce alcuni programmi televisivi tra cui Il processo del lunedì nel 1980-1981 al fianco di Enrico Ameri. Successivamente è spesso ospite del Maurizio Costanzo Show su Canale 5.
Nel 1982, pur non abbandonando il suo lavoro di annunciatrice, tenta la carriera di cantante, incidendo l'album Una donna, dal quale vengono estratti tre singoli: Un Goal!, Innamorati del mondo e Tonight sulla Rete 2. Sia l'album che i due singoli non riscuotono però il successo sperato e dunque la sua parentesi musicale si conclude in breve tempo e la Morgan torna a tempo pieno all'attività di signorina buonasera.
Negli anni novanta presenta il rotocalco televisivo Magazine 3, è co-conduttrice del varietà di Rai 1 RAImondo, in cui è affiancata al gruppo comico napoletano Trettré, e partecipa alla trasmissione di Rai 3, Telesogni, curando un'ironica rubrica incentrata sulle soap opera e le telenovelas. Nel 1991 prende parte al musical-comico televisivo di Canale 5, I tre moschettieri nel ruolo di Milady. Tra il 1990 e il 1999, durante gli annunci del mese di agosto, indossa diverse maglie con la scritta "Non ci abbandonate animali amici miei", in sostegno della causa animalista, della quale è da sempre sostenitrice. Abbandona il ruolo di "signorina buonasera" della Rai il 28 luglio 2002, dopo 27 anni di attività. Il 25 febbraio 2010 Marina Morgan riappare come ospite, insieme alle ex colleghe annunciatrici Rai Nicoletta Orsomando, Rosanna Vaudetti, Mariolina Cannuli e Paola Perissi, nello show di Rai 1 Insegnami a sognare, condotto da Pino Insegno. Da allora la Morgan non è più riapparsa in nessuna trasmissione televisiva.

## Filmografia

### Cinema
- I piaceri nel mondo, regia di Vinicio Marinucci (1963)
- Il compagno don Camillo, regia di Luigi Comencini (1965)
- Questo pazzo, pazzo mondo della canzone, regia di Bruno Corbucci e Giovanni Grimaldi (1965)
- Una giornata decisiva, episodio de I complessi, regia di Dino Risi (1965)
- Il terzo occhio, regia di Mino Guerrini (1966)
- Scusi, lei è favorevole o contrario?, regia di Alberto Sordi (1966)

### Televisione
- L'ombra cinese, regia di Mario Landi – miniserie TV (1966)
- La sera del sabato, regia di Anton Giulio Majano – miniserie TV (1966)
- Vertu, regia di Alessandro Brissoni – miniserie TV (1966)
- Non cantare, spara – miniserie TV (1968)
- La donna di quadri, regia di Leonardo Cortese – miniserie TV (1968)
- La chiusa, regia di Mario Landi – miniserie TV (1968)
- I tre moschettieri, regia di Beppe Recchia – miniserie TV (1991)

## Programmi televisivi
- Meteo 2
- Il processo del lunedì (1980-1981)
- Magazine 3
- Telesogni
- RAImondo (1990)
- L'una italiana

## Discografia parziale

### Album
- 1985 – Una donna (Durium, DQ. AI 100.003)

### Singoli
- 1978 – Malamore malerba malattia/Malamore malerba malattia (strumentale) (Vanilla, VA 021)
- 1982 – Un goal/Lunedì lunedì (CGD, 10374)